# Herbert Anderson
Pour les articles homonymes, voir Anderson.
Herbert Anderson (parfois crédité Guy Anderson) est un acteur américain, né le 30 mars 1917 à Oakland (Californie), mort le 11 juin 1994 à Palm Springs (Californie).

## Biographie
Au cinéma, Herbert Anderson contribue à cinquante-trois films américains, les onze premiers sortis en 1940, dont L'Aigle des mers de Michael Curtiz (avec Errol Flynn et Brenda Marshall).
Parmi ses autres films notables, citons Bastogne de William A. Wellman (1949, avec Van Johnson et John Hodiak), Le Survivant des monts lointains de James Neilson (1957, avec James Stewart et Audie Murphy) et Sunrise at Campobello de Vincent J. Donehue (1960, avec Ralph Bellamy et Greer Garson).
Son dernier film est Un raton nommé Rascal de Norman Tokar (avec Steve Forrest et Bill Mumy), sorti en 1969.
Pour la télévision, hormis deux téléfilms (1968-1974), Herbert Anderson apparaît dans soixante séries dès 1949. En particulier, il personnifie le père dans Denis la petite peste, entre 1959 et 1963.
Mentionnons également Des agents très spéciaux (deux épisodes, 1964-1967), L'Homme de fer (deux épisodes, 1969-1970) et, pour son ultime prestation à l'écran, La Famille des collines (un épisode, 1975).
Au théâtre enfin, il joue une fois à Broadway en 1954-1955, dans The Caine Mutiny Court-Martial (en) (avec Henry Fonda et John Hodiak) d'Herman Wouk, d'après son roman The Caine Mutiny. De plus, Herbert Anderson tient un petit rôle dans l'adaptation au cinéma en 1954 de ce roman, sous le même titre original (titre français : Ouragan sur le Caine ; réalisation d'Edward Dmytryk), avec Humphrey Bogart et José Ferrer.

## Filmographie partielle

### Cinéma
- 1940 : La Balle magique du Docteur Ehrlich (Dr. Ehrlich's Magic Bullet) de William Dieterle : un assistant médical
- 1940 : L'Aigle des mers (The Sea Hawk) de Michael Curtiz : Eph Winters
- 1940 : Finie la comédie (No Time for Comedy) de William Keighley : un acteur du spectacle
- 1941 : Bombardiers en piqué (Dive Bomber), de Michael Curtiz  de Michael Curtiz : Chubby
- 1941 : Honeymoon for Three de Lloyd Bacon : Floyd T. Ingram
- 1941 : Nuits joyeuses à Honolulu (Navy Blues) de Lloyd Bacon : Homer Matthews
- 1942 : The Male Animal d'Elliott Nugent : Michael Barnes
- 1943 : This Is the Army de Michael Curtiz : Danny Davidson
- 1947 : Rose d'Irlande (My Wild Irish Rose) de David Butler : un journaliste
- 1948 : Choisie entre toutes (You Were Meant for Me) de Lloyd Bacon : Eddie
- 1948 : Broadway mon amour (Give My Regards to Broadway) de Lloyd Bacon : Frank Doty
- 1949 : Bastogne (Battleground) de William A. Wellman : Hanson
- 1950 : Haines (The Lawless) de Joseph Losey : Jonas Creel
- 1950 : The Magnificent Yankee de John Sturges : Baxter
- 1950 : Nous avons gagné ce soir (The Set-Up) de Robert Wise : un mari
- 1951 : Le Rôdeur (The Prowler) de Joseph Losey : un journaliste
- 1952 : La Jeune Fille en blanc (The Girl in White) de John Sturges
- 1953 : Aventure dans le Grand Nord (Island in the Sky) de William A. Wellman : Breezy
- 1954 : Ouragan sur le Caine (The Caine Mutiny) d'Edward Dmytryk : l'enseigne Rabbit
- 1956 : Benny Goodman (The Benny Goodman Story) de Valentine Davies : John Hammond Jr.
- 1957 : Le Survivant des monts lointains (Night Passage) de James Neilson : Will Renner
- 1957 : Mon homme Godfrey (My Man Godfrey) d'Henry Koster : Hubert
- 1957 : Kelly et moi ((Kelly and Me) ) de Robert Z. Leonard
- 1958 : J'enterre les vivants (I Bury the Living) d'Albert Band : Jess Jessup
- 1960 : Sunrise at Campobello de Vincent J. Donehue : Daly
- 1969 : Un raton nommé Rascal (Rascal) de Norman Tokar : M. Pringle

### Télévision
(séries, sauf mention contraire)

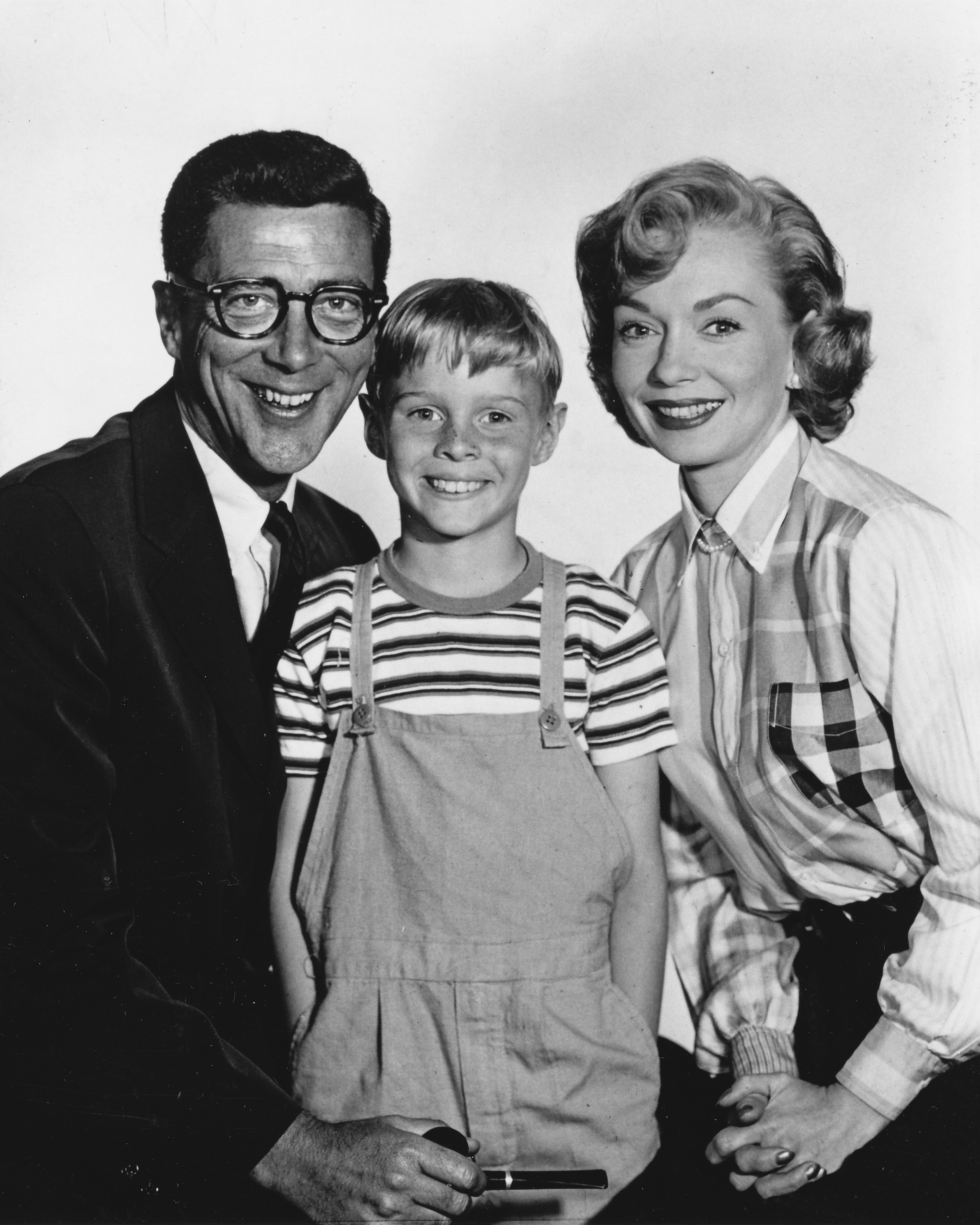
De g. à d. : Herbert Anderson, Jay North et Gloria Henry, dans la série Denis la petite peste (photo promotionnelle, vers 1959)

- 1958 : Alfred Hitchcock présente (Alfred Hitchcock Presents)
  - Saison 4, épisode 5 The $2,000,000 Defense (John Keller) de Norman Lloyd et épisode 9 Murder Me Twice (George Thompson) de David Swift
- 1959 : Dobie Gillis (The Many Loves of Dobie Gillis)
  - Saison 1, épisode pilote (sans titre) de Rodney Amateau et épisode 1 Caper at the Bijou de Rodney Amateau : M. Pomfritt
- 1959 : Perry Mason, première série
  - Saison 2, épisode 16 The Case of the Fraudulent Photo : Eugene Milton
- 1959 : Le Monde merveilleux de Disney (The Wonderful World of Disney ou Disneyland)
  - Saison 5, épisode 19 The Griswold Murder de Christian Nyby : Charles Lowell Smith
- 1959-1963 : Denis la petite peste (Dennis the Menace)
  - Saisons 1 à 5, 144 épisodes : Henry Mitchell
- 1964 : Rawhide
  - Saison 6, épisode 15 Un marié au bout du canon (Incident of the Rusty Shotgun) de Ted Post : le shérif Burr
- 1964 : Gunsmoke ou Police des plaines (Gunsmoke ou Marshal Dillon)
  - Saison 9, épisode 31 Trip West : Elwood
- 1964-1967 : Des agents très spéciaux (The Man from U.N.C.L.E.)
  - Saison 1, épisode 4 The Shark Affair (1964) de Marc Daniels : Harry Barnman
  - Saison 3, épisode 17 The Suburbia Affair (1967) de Charles F. Haas : Jonathan Fletcher
- 1966 : Jinny de mes rêves (I Dream of Jeannie)
  - Saison 1, épisode 23 Le Génie et la Vedette (Watch the Birdie) d'Hal Cooper : le commodore Davis
- 1966-1967 : Batman
  - Saison 2, épisode 11 Horloge, Montre et Sablier (The Clock King's Crazy Crimes, 1966) de James Neilson : Harry Hummert
  - Saison 3, épisode 5 Le Pingouin monte sur ses grands chevaux (A Horse of Another Color, 1967) : le secrétaire des courses
- 1968 : Daniel Boone
  - Saison 4, épisode 25 Thirty Pieces of Silver de Nathan Juran : Wyman
- 1969 : Ma sorcière bien-aimée (Bewitched)
  - Saison 5, épisode 29 Cousin Henry (Samantha's Shopping Spree) : un employé
- 1969 : Cher oncle Bill (Family Affair)
  - Saison 4, épisode 1 No Uncle Is an Island de Charles Barton : Chuck
- 1969 : Auto-patrouille (Adam-12)
  - Saison 2, épisode 4 Log 23: Pig Is a Three-Letter Word de Joseph Pevney : George Barnes
- 1969 : Les Arpents verts (Green Acres)
  - Saison 5, épisode 10 Oliver's Schoolgirl Crush de Richard L. Bare : M. Wurthwaxer
- 1969-1970 : L'Homme de fer (Ironside)
  - Saison 3, épisode 10 Agression par programmation (Programmed for Danger, 1969) de John Florea : Jim Saunders
  - Saison 4, épisode 8 Êchec et meurtre, 2e partie (Check, Mate, and Murder, Part II) de David Lowell Rich : Karp
- 1970 : Les Règles du jeu (The Name of the Game)
  - Saison 2, épisode 15 The Brass Ring de Barry Shear : Roger Dall
- 1974 : Virginia Hill, téléfilm de Joel Schumacher : le sénateur Estes Kefauver
- 1974 : Le Magicien (The Magician)
  - Saison unique, épisode 21 The Illusion of the Evil Spikes de Bill Bixby : R. John Fellows
- 1975 : La Famille des collines (The Waltons)
  - Saison 3, épisode 24 The Venture de Ralph Waite : M. Bennett

## Théâtre à Broadway (intégrale)
- 1954-1955 : The Caine Mutiny Court-Martial (en) d'Herman Wouk, d'après son roman The Caine Mutiny, mise en scène de Charles Laughton : Dr Bird